# Котовщикова, Аделаида Александровна
Аделаи́да Алекса́ндровна Кото́вщикова (29 апреля 1909, с. Троицкое, Подольский уезд, Московская губерния — 24 февраля 1985, Ленинград, РСФСР, СССР) — советская детская писательница.

## Биография
Аделаида Александровна Котовщикова родилась в 1909 году в селе Троицкое Подольского уезда Московской Губернии. Родители девочки работали врачами. С 1917 по 1926 года училась в девятилетней школе в Симферополе. С 1924 по 1926 года училась в крымском техникуме изобразительных искусств. По его окончании получила специальность художника-рисовальщика. В 1927 году переехала с родителями в Ленинград и поступила на факультет графики Академии художеств.
Позже ушла со второго курса. После, некоторое время, преподавала рисование в средней школе. В 1931—1932 гг. работала художником в Мастерской наглядных пособий Военно-медицинской академии. В 1932—1933 гг. работала статистиком в филологическом Центре психофизиологии лаборатории на заводе им. Михаила Ивановича Калинина.
10 апреля 1933 года начала работать в Государственной публичной библиотеке. В 1935 году по совместительству литературным сотрудником в редакции на факультете им. В. Володарского. С 1933 года училась в вечернем Рабочем литературном институте им. М. Горького, который окончила в 1937 году. 15 декабря 1935 года уволилась из библиотеки в связи с переходом на работу по специальности. С 1936 стала работать секретарём редакции журнала «Резец».
В 1935 её два рассказа были напечатаны в журнале «Резец». В 1940 в журнале «Звезда» была опубликована её повесть «Отец», в 1942, в том же журнале была опубликована повесть «Горный лес». С начала Великой Отечественной войны оставалась в Ленинграде. Летом 1942 года с двумя дочерьми эвакуировалась в Алтайский край. Там она работала на льнозаводе. Позже работала корреспондентом газеты «Алтайская правда». В 1944 году возвратилась в Ленинград на некоторое время. В 1944—1945 гг. работала в измерительной лаборатории. Позже полностью посвятила себя литературе.
В литературе Котовщикова представляла себя как детская писательница. Изначально её повести и рассказы были рассчитаны на школьников и пионеров, позже её герои были преимущественно дети дошкольного и младшего школьного возраста. Состояла в Союзе советских писателей.

## Сочинения
- Её друзья. Л., 1947.
- В большой семье: Повесть. М., 1949.
- Они стали пионерами. Л., 1951.
- История одного сбора. М., 1954.
- Лягушка-пятнушка. Л., 1955.
- Малютка с лесного озера. Л., 1956.
- Неугомонные. Л., 1958.
- Кто моя мама. Л., 1960.
- Васино утро. Л., 1961.
- Странная девочка. Л., 1961.
- Белая стая., Л., 1962.
- Пять плюс три. Л., 1964.
- Пёстрая тюбетейка. Л., 1966.
- Ох, уж эта Зойка. Л., 1968.
- Нитка кораллов. Л., 1969.
- Если постараться., Л., 1970.
- Дядя Икс. Л., 1972.
- Девочка Степа., Л., 1974.
- Кто бы мог подумать? Л., 1976.
- Бабушка, будь моей дочкой. Л, 1983.
- Старинные часы.Л., 1986.
- Фитюлька. Л.,  1986.